# مايك ويلسون (كرة سلة)
مايك ويلسون (بالإنجليزية: Mike Wilson)‏ مواليد 15 سبتمبر 1959 في ممفيس، هو لاعب كرة سلة أمريكي سابق. بدأ مسيرته الاحترافية في سنة 1983. تم اختياره من قبل فريق كليفلاند كافالييرز خلال الدرافت. يبلغ طوله 6 قدم 4 بوصة (1.9 م). اعتزل اللعب في 1987.

## المسيرة الاحترافية
لعب مع واشنطن ويزاردز في سنة 1983، ثم لعب مع كليفلاند كافالييرز في سنة 1984، ثم لعب مع بروكلين نتس في سنة 1984، ثم لعب مع أتلانتا هوكس في سنة 1987.

## روابط خارجية
- مايك ويلسون على موقع إن بي أي (الإنجليزية)
- مايك ويلسون على موقع سبورتس رفرنس (الإنجليزية)
- مايك ويلسون على موقع كلية كرة السلة في سبورتس رفرنس.كوم (الإنجليزية)
- مايك ويلسون على موقع ريلجم (الإنجليزية)